# Malurus lamberti
Malurus lamberti là một loài chim trong họ Maluridae.
Loài chim này sinh sống trong môi trường sống đa dạng trên phần lớn nước Úc. Bốn phân loài được công nhận. Chúng có tính lưỡng hình giới tính cao.